# Toqtar Oñğarbayulı Äwbäkirov
Toqtar Oñğarbayulı Äwbäkirov (in kazako: Тоқтар Оңғарбайұлы Әубәкіров; in russo Токтар Онгарбаевич Аубакиров?, Toktar Ongarbaevič Aubakirov; Distretto di Qarqaraly, 27 luglio 1946) è un cosmonauta sovietico, dal 1992 kazako.

## Biografia
Äubäkirov è nato nell'Unione delle Repubbliche Socialiste Sovietiche, nella repubblica socialista sovietica Kazakha (oggi Kazakistan); è sposato con Tatyana Malysheva ed ha due figli: Timur e Mikhail. Si è diplomato all'Istituto delle Forze Aeree ed è stato un paracadutista ed un pilota collaudatore. Successivamente è stato selezionato come cosmonauta.
Il 2 ottobre 1991 è partito verso la stazione spaziale russa Mir con la missione Sojuz TM-13 dal cosmodromo di Baikonur ed è rientrato il 10 ottobre con la Sojuz TM-12. Aubakirov è stato il primo cittadino sovietico ad andare nello spazio senza essere completamente certificato come cosmonauta poiché il volo di un kazako faceva parte dell'accordo tra Kazakistan e Russia per l'utilizzo del cosmodromo di Baikonur.
Nel 1993 è diventato direttore dell'agenzia spaziale kazaka; è stato membro del parlamento, attualmente è pensionato.